# Francisco Ramos de Castro
Francisco Ramos de Castro (Madrid, 1890-Madrid, 4 de noviembre de 1963) fue un periodista y dramaturgo español.

## Biografía
Estudió parte del bachillerato en Toledo y lo concluyó en Madrid, siendo condiscípulo de Ramón Gómez de la Serna. Se dedicó a actividades diversas antes de devenir en importante autor teatral. Su primera obra escénica fue A ras de las olas, una tragicomedia que estrenó en el Teatro Martín.
Trabajó como periodista en El Parlamentario, La Acción, Gracia y Justicia, El Mentidero, y La Nación, periódico éste donde estuvo muy estrechamente unido a su director Manuel Delgado Barreto. Tras la guerra colaboró en Informaciones y Hoja del Lunes.
Estrenó muchas obras, los títulos pasan del centenar, y consiguió éxitos extraordinarios como ¡Pare usted la jaca amigo!, Viva Alcorcón que es mi pueblo y las zarzuelas La del manojo de rosas y Me llaman la presumida.

## Obras

### Zarzuela y comedia musical
- A Ras de las olas, Zarzuela dramática, 1911
- Gol, aventura deportiva arrevistada, 1932. Música de Jacinto Guerrero
- Socorro en Sierra Morena, aventura cómico lírica, 1933. Música de Pablo Luna
- La del manojo de rosas, sainete lírico, 1934. Música de Pablo Sorozábal
- Me llaman la presumida, sainete,  1935. Música de Francisco Alonso
- La boda del señor Bringas, o, Si te casas la pringas, sainete, 1936. Música de Federico Moreno Torroba
- La hechicera en Palacio. 1950. Música de José Padilla
- El tercer hombro, juguete cómico, 1951. Música de Jacinto Guerrero

### Teatro
- La flor de la serranía, 1911
- Pepa la pelotari, 1918
- La muerte del César, 1919
- El concejal, 1921
- Pare usted la jaca amigo, 1928
- ¡Mira que bonita era! 1929
- ¡Viva Alcorcón, que es mi pueblo! 1931
- La maté porque era mía, 1932
- El niño se las trae. 1933
- La culpa fue de aquel maldito tango, 1934
- ¿Por qué te casas Perico? 1935
- Seviyiya, 1935
- La calé, 1936 (Ramos de Castro & Mayral)
- Más bueno que el pan, 1936
- ¡Y vas que ardes! 1941
- El niño de hielo, 1948

## Premios
Medallas del Círculo de Escritores Cinematográficos
| Año  | Categoría   | Película     | Resultado |
| ---- | ----------- | ------------ | --------- |
| 1950 | Mejor guion | La Revoltosa | Ganador   |